# Josia enoides
Josia enoides är en fjärilsart som beskrevs av Jean Baptiste Boisduval 1870. Josia enoides ingår i släktet Josia och familjen tandspinnare. Inga underarter finns listade i Catalogue of Life.